# Ingrid Ylva

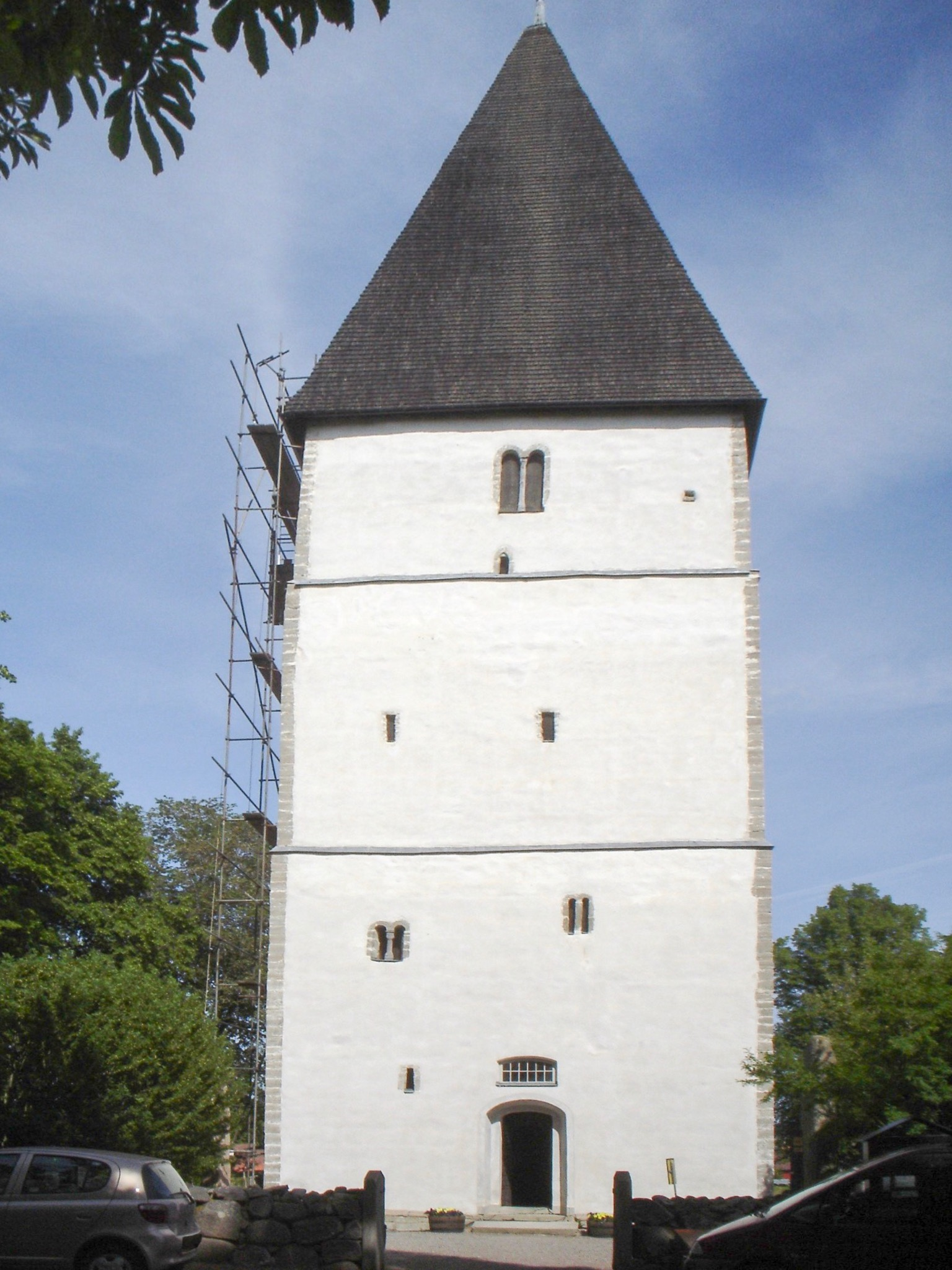
Ingrid Ylva Sunesdotter nasceu em 1180, em Vreta Kloster, Östergötland, Suécia, filha de Sune Sverkersson Sijk e Okänd. Ela faleceu em 1255, em Bjälbo, Östergötland, Suécia, aos 75 anos.

Ingrid Ylva, Ingrid Ylva Sunesdotter nasceu em 1180, em Vreta Kloster, Östergötland, Suécia, filha de Sune Sverkersson Sijk e Okänd. Ela teve pelo menos 6 filhos e 2 filhas . Faleceu em 1255, em Bjälbo, Östergötland, Suécia, aos 75 anos.morta em 1250, foi a esposa de Magno Minescoldo e mãe de Birger Jarl.
Sune,seu pai um dos mais jovens filhos de Suérquero I da Suécia. Esse conhecimento semi-lendário provê seu filho Birger Jarl de uma ascendência na Casa de Suérquero (linha real que rivalizava com a Casa de Érico) e que possibilitou fazer do filho de Birger Jarl rei da Suécia, já que este ascendia pela sua mãe (mulher de Birger Jarl) da Casa de Érico.
1. ↑  «Ingrid Ylva Sunesdotter 1180–1255» line feed character character in |titulo= at position 24 (ajuda)
2. ↑  «Ingrid Ylva Sunesdotter 1180–1255» line feed character character in |titulo= at position 24 (ajuda)